# Studenec u Třebíče

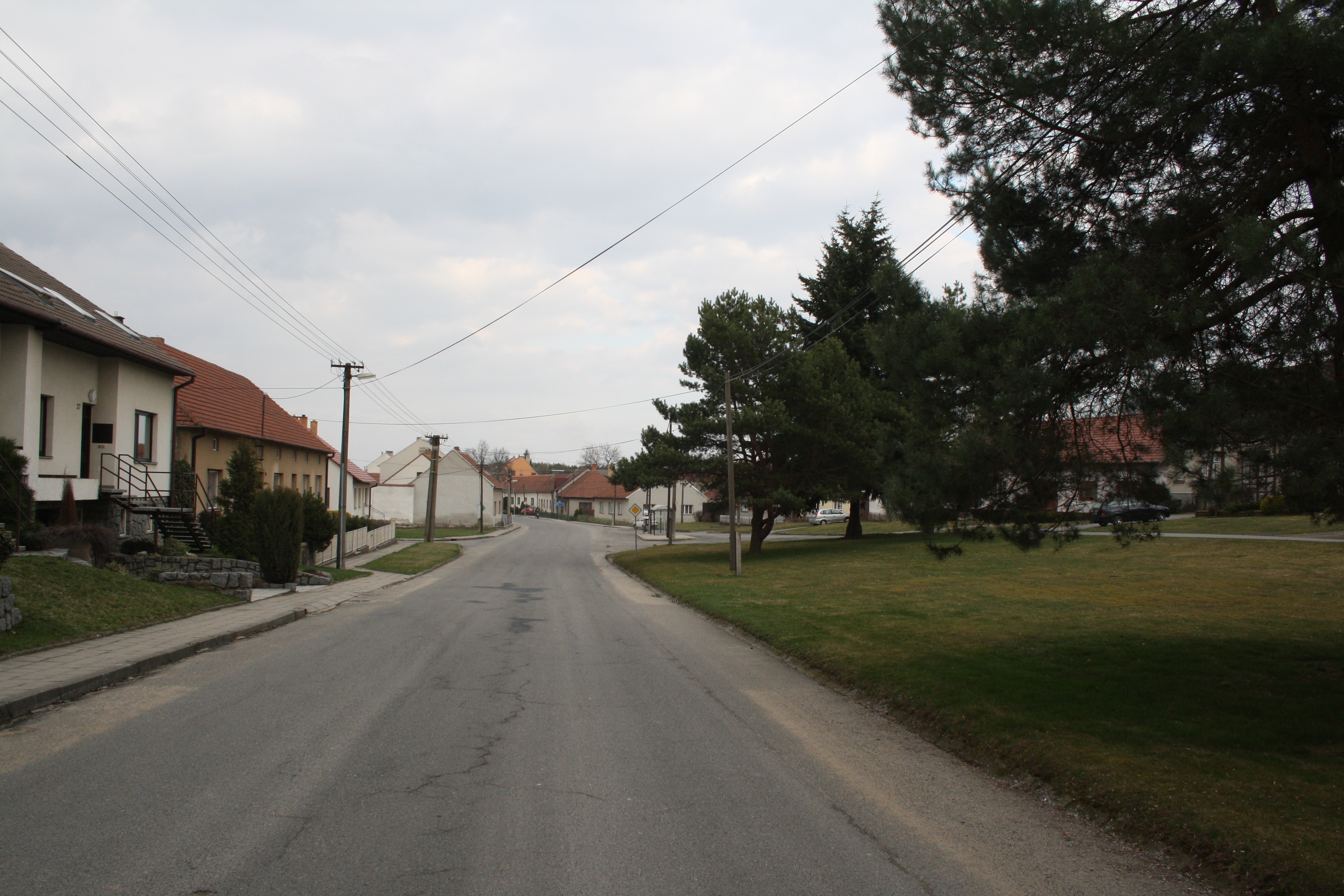
Dorfplatz

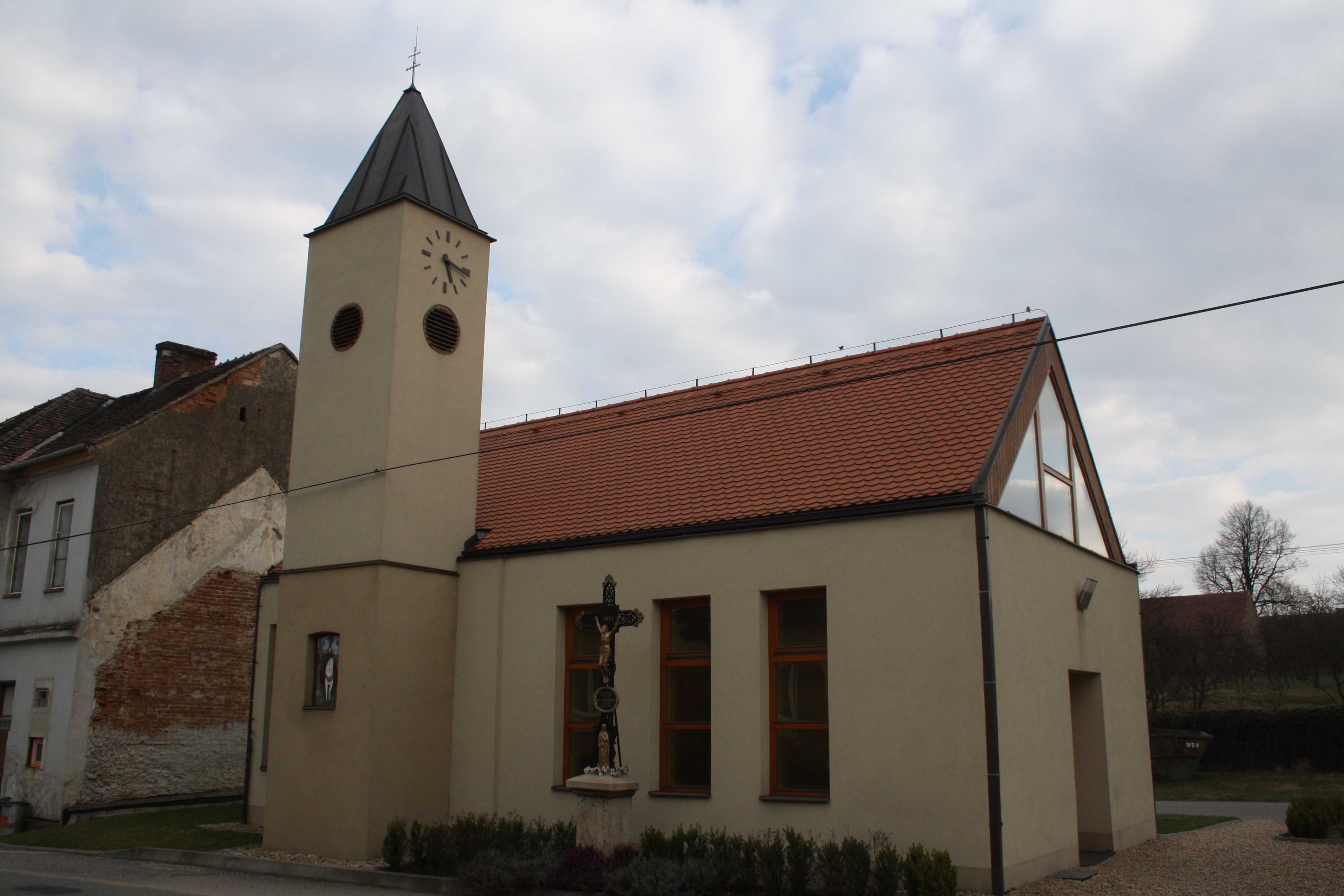
Kapelle des hl. Wenzel

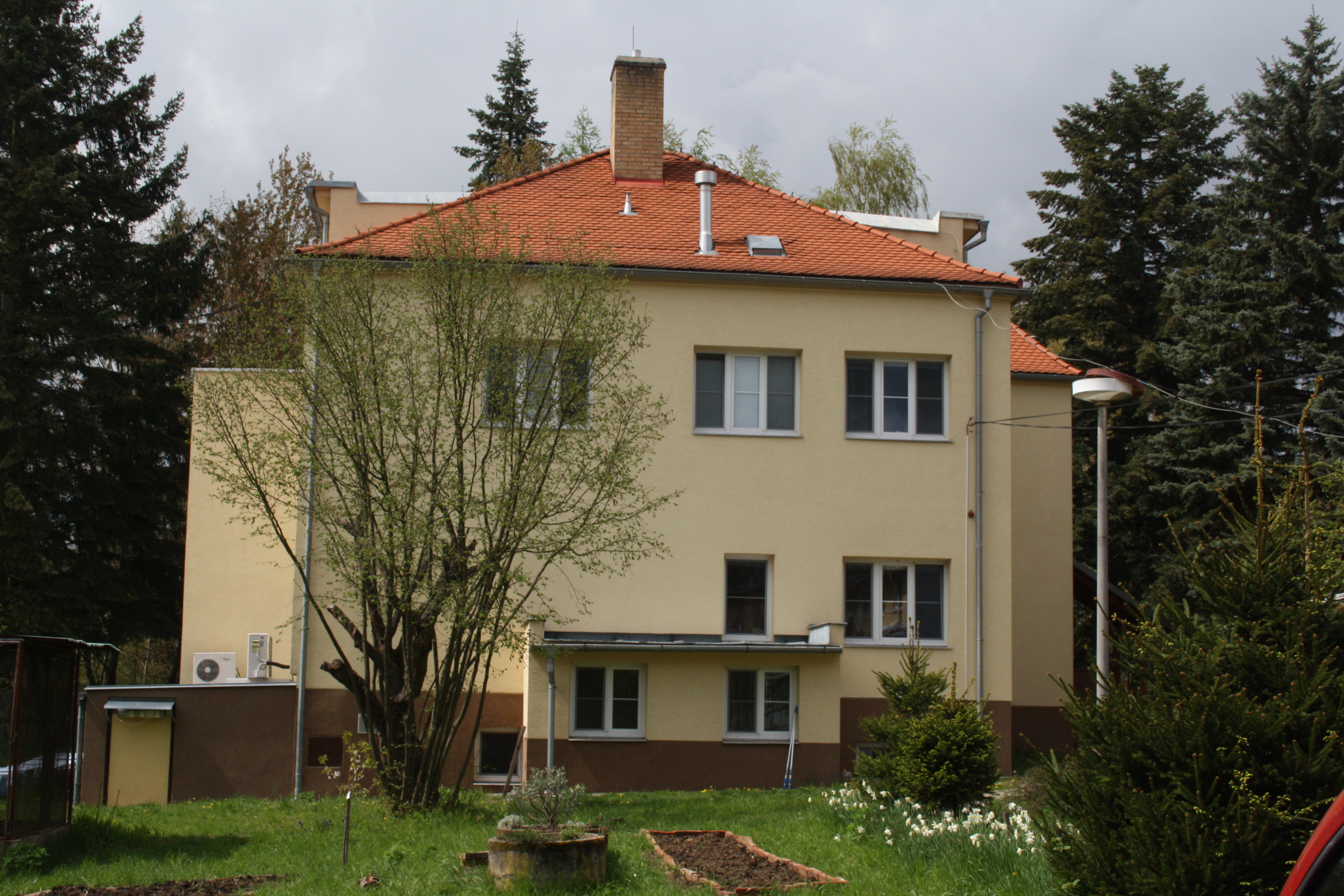
Institut für Wirbeltierbiologie

Studenec (deutsch Studenetz, 1939–45 Studnitz) ist eine Gemeinde in Tschechien. Sie liegt sieben Kilometer westlich von Náměšť nad Oslavou und gehört zum Okres Třebíč.

## Geographie
Studenec befindet sich am Oberlauf des Baches Studenecký potok in der Jevišovická pahorkatina (Jaispitzer Hügelland) im Süden der Böhmisch-Mährischen Höhe. Nördlich des Dorfes verläuft die Staatsstraße I/23 zwischen Náměšť nad Oslavou und Třebíč; dahinter die Bahnstrecke Střelice–Okříšky, von der am Bahnhof Studenec die Bahnstrecke Studenec–Křižanov abzweigt. Im Süden erheben sich die Oddavky (476 m n.m.).
Nachbarorte sind Zelená Hospoda, Pozďatín und U Nádraží im Norden, Častotice und Ocmanice im Nordosten, Okarec, Vícenice u Náměště nad Oslavou und Zňátky im Osten, Sedlec und Třesov im Südosten, Kozlany und Radarka im Süden, Koněšín im Südwesten, Číměř im Westen sowie Vladislav, Jindřichův Dvůr, Smrk und Strojatín im Nordwesten.

## Geschichte
Die erste schriftliche Erwähnung des Dorfes erfolgte 1101 in der Gründungsurkunde des Klosters Mariä Himmelfahrt in Třebíč. Studenec gehörte zu den Gütern links der Jihlava, die Herzog Ulrich von Brünn den Benediktinern gestiftet hatte. Als 1430 die Taboriten unter Andreas Prokop Třebíč eroberten und bis 1435 hielten, wurden sowohl das Kloster als auch dessen Dörfer verwüstet. Die anschließende Schwäche des Klosters nahmen 1459 die Besitzer der benachbarten Herrschaften Hynek von Waldstein und Markwart von Lomnitz, aber auch Katharina von Sternberg, Nikolaus von Karlow und Bohusch von Holoubek, als Gelegenheit, den Benediktinern die Studenetzer Güter streitig zu machen. Schwerpunkt der Streitigkeiten waren die zwischen Studenec und Pozďatín befindlichen Studenetzer Teiche und deren Fischbestände. Während des böhmisch-ungarischen Krieges lagerte im Mai 1468 das böhmische Heer unter Herzog Viktorin bei Studenec, ehe es nach Třebíč weiterzog. Bis zur Säkularisierung des Klosters infolge der Zerstörung im Jahre 1468 blieb Studenec immer im Klosterbesitz. Anschließend wurden die Trebitscher Güter nacheinander an die Herren von Holoubek, von Sternberg, von Boskowitz und von Pernstein verpfändet.
Vratislav von Pernstein verkaufte 1556 die Trebitscher Güter an Ulrich von Lomnitz auf Namiescht. Nach dem Aussterben der Herren von Lomnitz fiel die Herrschaft den Herren von Zierotin zu. Während des Dreißigjährigen Krieges erwarb Johann Baptist Verda von Verdenberg die Herrschaft Namiescht und ließ sie 1630 zur Grafschaft erheben. Nachfolgende Grundherren waren die Herren von Enckevort, die Herren von Kuefstein und ab 1752 die Grafen Haugwitz.
Das kaiserliche Dekrets von 1817 über die Einführung eines neuen Steuersystems wurde von einem Teil der Bevölkerung als Abschaffung des Robot abgesehen. Im Jahre 1821 verweigerten die Bauern einiger Dörfer der Grafschaft Namiescht ihren Robot. Die Aufständischen bildeten in Studenetz ein Bauerngubernum und nahmen Kontakt mit den Bauern in Rudlice auf, wo ebenfalls der Aufstand ausgebrochen war. Der kaiserliche Kommissar Liphart wurde zusammen mit Kavallerie und Grenadieren unter dem Generalmajor Ferdinand Fleischer von Eichenkranz am 9. April 1821 nach Studenetz beordert, um weiteren Widerstand zu unterbinden. Da sich die Bauern weiterhin weigerten, wurde der Aufstand gewaltsam beendet und 18 Anführer auf die Festung Spielberg verbracht. 1832 wurde in Studenetz ein Schulhaus mit Glockenturm errichtet.
Im Jahre 1842 bestand das im Znaimer Kreis auf einer Anhöhe gelegene Dorf Studenetz bzw. Studenec aus 55 Häusern, in denen 409 Personen lebten. Im Ort gab es eine Excurrendo-Schule. Abseits – an der von Namiescht nach Trebitsch führenden Handelsstraße – lag das Grüne Wirtshaus. Bis zur Mitte des 19. Jahrhunderts blieb Studenetz der Fideikommissgrafschaft Namiescht untertänig.
Nach der Aufhebung der Patrimonialherrschaften bildete Studenec / Studenetz ab 1849 mit dem Ortsteil Okarec eine Gemeinde im Gerichtsbezirk Namiest. Ab 1869 gehörte Studenec zum Bezirk Trebitsch. Zu dieser Zeit hatte das Dorf 444 Einwohner und bestand aus 62 Häusern. Das Schulhaus wurde 1883 um ein zweites Klassenzimmer und eine Lehrerwohnung erweitert. 1886 wurde der Verkehr auf den Secundärbahnen Segen Gottes–Okříschko und Studenetz–Gross Meseritsch aufgenommen. Im Jahre 1900 lebten in Studenec 613 Personen; 1910 waren es 583. Die Gründung der Freiwilligen Feuerwehr erfolgte 1906. Okarec löste sich 1919 los und bildete eine eigene Gemeinde. Beim Zensus von 1921 lebten in den 89 Häusern der Gemeinde 535 Personen, darunter 531 Tschechen. Im Jahre 1930 bestand Studenec aus 116 Häusern und hatte 660 Einwohner. 1932 erfolgte der Bau eines neuen Schulgebäudes, das am 3. Januar 1933 eröffnet wurde. Die alte Schule wurde an das Pfarramt Koněšín veräußert und 1936 zum Vereinshaus des Orel umgebaut. Zwischen 1939 und 1945 gehörte Studenec / Studnitz zum Protektorat Böhmen und Mähren. Im Jahre 1950 hatte Studenec 600 Einwohner. Die alte Schule diente von 1954 bis 1986 als Verkaufsstelle der Konsumgenossenschaft Jednota Moravské Budějovice, 1987 erwarb die Gemeinde das Gebäude. Nach der Samtenen Revolution nutzten das Pfarramt Koněšín und die KDU-ČSL die alte Schule als Katholisches Haus. Beim Zensus von 2001 lebten in den 172 Häusern von Studenec 556 Personen. Im Jahre 2005 wurde das Katholische Haus zur St. Wenzels-Kapelle umgebaut.
Am Bahnhof befindet sich eine Außenstelle des Instituts für Wirbeltierbiologie der Akademie der Wissenschaften der Tschechischen Republik.

## Gemeindegliederung
Für die Gemeinde Studenec sind keine Ortsteile ausgewiesen. Grundsiedlungseinheiten sind Studenec und Studenec-u nádraží. Zu Studenec gehört zudem die Einschicht Zelená Hospoda (Grünes Wirtshaus).
Das Gemeindegebiet bildet den Katastralbezirk Studenec u Třebíče.

## Sehenswürdigkeiten
- Kapelle des hl. Wenzel, geweiht am 2. Oktober 2005. Das Gebäude war ursprünglich die alte Dorfschule.
- Kapelle am westlichen Ortsrand, errichtet während des Ersten Weltkrieges durch eine Gräfin, deren Mann an dem Platz starb. 1987 wurde die Kapelle von Einwohnern instand gesetzt, im Jahre 2009 ließ die Gemeinde das Dach erneuern. Unter den Fundamenten befinden sich Knochenreste.
- Gedenkstein für die Opfer beider Weltkriege, er wurde am 29. August 1920 feierlich enthüllt. Die künstlerische Gestaltung erfolgte durch den Brünner Bildhauer Václav Mach.[7]